# Copa do Mundo de Esqui Alpino de 1990
A Copa do Mundo de Esqui Alpino de 1990 foi a 24º edição da Copa do Mundo, ela foi iniciada em dezembro de 1989 na Argentina e finalizada em março de 1990 na Suécia.
O suíço Pirmin Zurbriggen venceu no masculino, enquanto no feminino a austríaca Petra Kronberger foi a campeã geral.